# 恋 (星野源单曲)
《恋》（日语：／ Koi）是星野源的第9首单曲，2016年10月5日由胜利娱乐旗下的SPEEDSTAR RECORDS发行。该曲也被用作星野源本人出演的电视剧《逃避虽可耻但有用》的主题曲。
这首歌获得了音乐评论家的积极评价，尤其是其唱出了现代社会中新恋爱观的多样性这一点受到高度肯定。《恋》在商业上也取得了巨大成功，在Billboard Japan Hot 100榜单上连续7周、累计11周获得周榜第一名。此外，这首歌在2016年的Japan Hot 100年榜中排名第3，2017年年榜则获得第1名，为星野源第一首年冠歌曲。根据日本唱片协会的销量认证，其CD销量超过25万张，获得白金唱片认证；数字下载次数超过200万次，被认证为两百万销量，流媒体播放量超过1亿，获流媒体白金认证。
该歌曲的音乐视频由导演关和亮执导。视频内容包括在巨大旋转盘上演奏的场景，以及由MIKIKO编排、被称为“恋舞”的舞蹈镜头交错呈现。该MV在YouTube上的播放量超过2亿次，并获得了2017年SPACE SHOWER MUSIC AWARDS的年度最佳MV奖。
在音乐视频中，星野源与舞团ELEVENPLAY共同表演的“恋舞”也被《逃避虽可耻但有用》剧中演员在电视剧片尾影像中翻跳，该版本的YouTube播放量超过7500万次。此外，众多社交媒体用户、名人和团体也纷纷上传了“恋舞”的翻跳影片，所有投稿视频的总播放量超过8000万次，在日本国内引发了社会现象。此外，该曲还在第67回NHK红白歌合战中进行了现场演出，并被选为第89届选拔高等学校棒球大会的入场进行曲。

## 背景
该单曲距前作《SUN》发售以来已有1年4个月。初回限定盘附有特典DVD。艺术指导和设计由吉田ユニ负责。
歌曲MV中星野源與女性团体ELEVENPLAY伴舞跳的通称“恋舞”（恋ダンス），后來用在电视剧《逃避雖可恥但有用》片尾引发网络热潮，其负责编舞的MIKIKO曾在里约奥运会闭幕式上担任日本舞蹈表演编排。
星野接受专访时称“恋”字难以用英语表达，如果译为love就会变成“爱”，因此选用这一日本特有「很舒服有趣」的词汇当曲名。

## 收录曲目

### CD
| 曲序     | 曲目               | 备注                                                                                               | 时长  |
| -------- | ------------------ | -------------------------------------------------------------------------------------------------- | ----- |
| 1.       | 恋                 | 弦乐编曲：星野源、冈村美央 TBS系电视剧《逃避雖可恥但有用》主题曲，星野源在劇中飾演男主角津崎平匡。 | 4:13  |
| 2.       | Drinking Dance     | House食品“薑黃之力”（ウコンの力）的广告歌曲。                                                                | 3:40  |
| 3.       | Continues          | Sky PerfecTV!的里约转播主题曲。                                                                    | 4:27  |
| 4.       | 雨音（House ver.） | | 4:01  |
| 总时长： | 总时长：           | 总时长：                                                                                           | 16:21 |

### DVD（初回限定版）
《恋video。》（恋ビデオ。） 约63分
- 特别节目
出演：星野源　解说：洼田等（日语：窪田等）
- “METROCK2016”视频
- 包含星野源及其友人山岸圣太（视频导演）的评论音轨（日语：オーディオコメンタリー）

## 参与制作的音乐家
- 星野源：声乐，吉他，马林巴，贝司，钢琴，TR-8，副歌，拍手
- 河村智康（日语：河村智康）：鼓，拍手
- 滨田郁未（日语：ハマ・オカモト）（OKAMOTO'S）：贝司，拍手
- 小林创：钢琴，拍手
- 长冈亮介（PETROLZ（日语：ペトロールズ））：吉他
- 冈村美央、伊能修、加藤玲名、城户贵代：第一小提琴
- 杉野裕、下川美帆：第二小提琴
- 菊地幹代、馆泉礼一：中提琴
- 笠原あやの、村中俊之：大提琴
- 贾鹏芳：二胡
- 石桥英子（日语：石橋英子）：模拟合成器，副歌
- 黑泽宗子（日语：黒沢かずこ）（森三中）、樱田奏启、平岩纸、福冈晃子（日语：福岡晃子）（Chatmonchy）、室刚、Razor Ramon RG（日语：レイザーラモンRG）（Razor Ramon）、鹫崎健（日语：鷲崎健）：副歌